# Aneta Jędrzejewska
Aneta Jędrzejewska z domu Sulińska (ur. 10 sierpnia 1975 w Lipnie) – polska działaczka samorządowa i urzędniczka, członkini zarządu (2014–2024) i wicemarszałek (od 2024) województwa kujawsko-pomorskiego.

## Życiorys
Córka Józefa i Alicji. Ukończyła studia z administracji, kształciła się też podyplomowo w zakresie rachunkowości, zarządzania instytucjami rynku pracy i doradztwa zawodowego. Była zawodowo związana z Powiatowym Urzędem Pracy w Lipnie, kierowała w nim Centrum Aktywizacji Zawodowej.
Zaangażowała się w działalność polityczną w ramach Polskiego Stronnictwa Ludowego. W grudniu 2014 objęła stanowisko członkini zarządu województwa kujawsko-pomorskiego V kadencji. W 2018 po raz pierwszy uzyskała mandat radnej Sejmiku Województwa Kujawsko-Pomorskiego (zdobywając najwięcej głosów w swoim okręgu), pozostała też na dotychczasowym stanowisku w zarządzie województwa VI kadencji. W 2019 z listy Koalicji Europejskiej bez powodzenia kandydowała do Parlamentu Europejskiego (otrzymała 10 728 głosów). W 2024 skutecznie ubiegała się o reelekcję w kolejnych wyborach wojewódzkich. W maju tego samego roku radni powołali ją na wicemarszałka w nowym zarządzie.